# Valea Mare (gmina Urmeniș)
Valea Mare – wieś w Rumunii, w okręgu Bistrița-Năsăud, w gminie Urmeniș. W 2011 roku liczyła 42 mieszkańców.